# E. 허버트 노먼
에저턴 허버트 노먼(Egerton Herbert Norman, 1909년 9월 1일 ~ 1957년 4월 4일)은 캐나다의 외교관, 역사학자이다. 일본 선교사 가정에서 태어나 일본 근대사학자가 되었으며 캐나다의 외무관으로 일했다. 1940년 《일본의 근대 국가로의 부상》(Japan's Emergence as a Modern State)을 저술했다. 제2차 세계대전 전후 일본 연합군 최고사령부에서 캐나다를 대표하였다. 1950년대의 적색공포에서 공산주의자, 간첩 혐의를 받았으나 확증이 없어 캐나다 정부의 변호를 받았다. 1957년 자살하였다.

## 초기 생애
에저턴 허버트 노먼은 1909년 일본 나가노현 가루이자와정에서 태어났다. 아버지는 캐나다인 감리교 전도사인 대니얼 노먼(Daniel Norman)이다. 1933년부터 1936년까지 케임브리지 대학교 트리니티 칼리지에서 수학했다. 이 시기에 시인이자 이후 스페인 내전에 국제여단으로 참전하여 사망한 존 콘퍼드(John Cornford)에게 수학하면서 사회주의적인 성향을 보였다. 그러나 그가 이때에 실제로 공산주의자였는지, 혹은 소련의 스파이였는지에 대해서는 논쟁이 있다.
1936년 하버드 대학교 일본사 대학원 과정에 들어가 러시아 이민자 출신의 일본학자인 세르주 엘리시프(Serge Elisséeff)에게 사사받았다. 1939년 외교관이 되었으며 1940년 박사학위를 취득했다.

## 외교관 생활
노먼의 첫 근무지는 일본 공사관이었다. 1941년 12월 진주만 공격 이후 노먼은 일본 당국에 의해 구금되었으며, 1942년 캐나다로 송환된 후 외교부에서 근무하였다. 그는 외교부에서 일본과 극동 지역에 대한 정보 보고 업무를 담당했다.
노먼은 전후 일본의 연합군 최고사령부에서 캐나다 대표를 지냈으며 더글러스 맥아더의 지도를 받았다. 또한 일본 아시아 협회(Asiatic Society of Japan)의 전후 초대 회장을 맡았다.

## 논란과 자살
1950년부터 1952년까지 노먼은 공산주의자, 혹은 소련의 스파이라는 혐의를 받았다. 이러한 혐의는 주로 그가 대학 시기에 공산주의자 모임에서 활동했다는 점과 연합국 점령 하의 일본에서 여타 정당이 금지될 때 일본공산당이 활동할 수 있도록 하는 데에 관여했다는 의혹에 근거하였다. 카를 아우구스트 비트포겔은 노먼이 1939년 콜롬비아에 있을 때에 공산주의 연구자 모임의 일원이었다고 주장하였다. 외교부 장관인 레스터 B. 피어슨이 노먼의 혐의를 부인하였으나, 엘리자베스 벤틀리(Elizabeth Bentley)가 상원 소위원회에서 피어슨을 고발한 후 노먼은 왕립 캐나다 기마경찰에서 강도높은 조사를 받았다. 노먼은 조사에서 자신이 케임브리지에서 공산주의자들과 가까웠던 것은 사실이나 당원은 아니었다고 주장했다.
피어슨은 노먼에 대한 신임을 거두지 않고 그를 뉴질랜드 고등판무관으로 임명했으며, 1955년 주이집트 대사에 임명했다. 노먼은 수에즈 위기 직전에 이집트에 부임하여 가말 압델 나세르와 서구 열강 사이의 중재에서 중요한 역할을 맡았다.
1957년 4월 노먼은 자신의 결백을 주장하는 세 통의 유서를 남기고 카이로 주재 스웨덴 외교관인 브리놀프 엥(Brynolf Eng)의 8층 아파트 건물에서 떨어져 사망하였다. 1990년 캐나다 외교부 장관 조 클라크는 페이튼 리온(Peyton Lyon)에게 사안의 재조사를 맡겼다. 클라크는 그의 보고서에서 노먼이 스파이는 아니었으며, 1939년 공직에 들기 전에 소련과 사회주의에 대한 동조자였고 캐나다 공산당의 당원은 아니었으나 마르크스주의에 대한 자신의 헌신을 축소하였다고 결론내렸다.